# Кёйтендагский этрап
Кёйтендагский этрап (туркм. Köýtendag etraby) — этрап в Лебапском велаяте Туркменистана.

## История
Образован в августе 1926 года как Чаршангинский район Керкинского округа Туркменской ССР.
В сентябре 1930 Керкинский округ был упразднён и Чаршангинский район перешёл в прямое подчинение Туркменской ССР.
В феврале 1933 Керкинский округ был восстановлен и Чаршангинский район вошёл в его состав.
В ноябре 1939 Чаршангинский район отошёл к новообразованной Чарджоуской области.
В декабре 1943 Чаршангинский район отошёл к новообразованной Керкинской области.
В январе 1947 Керкинская область была упразднена и Чаршангинский район вернулся в состав Чарджоуской области.
В январе 1963 Чаршангинский район был упразднён, но уже в декабре 1964 был восстановлен в прямом подчинении Туркменской ССР.
В декабре 1970 район вновь вошёл в состав восстановленной Чарджоуской области.
В 1992 году Чаршангинский район вошёл в состав Лебапского велаята и был переименован сначала в Чаршангинский этрап, а затем в Кёйтендагский этрап.
9 ноября 2022 года к Кёйтендагскому этрапу были присоединены город Достлук, посёлки Амыдеря и Керкичи, генгешлики Бургучы, Дашрабат, Сердар, Туркменистан, Ялкым упразднённого Довлетлийского этрапа.